# Maziły
Maziły [pronunciación en polaco: /maˈʑiwɨ/] es un pueblo ubicado en el distrito administrativo de Gmina Susiec, dentro del condado de Tomaszów Lubelski, Voivodato de Lublin, en el este de Polonia. Se encuentra a unos 13 kilómetros al este de Susiec, a 9 kilómetros al suroeste de Tomaszów Lubelski, y a 109 kilómetros al sureste de la capital regional Lublin.